# 楚雄西站
楚雄西站是位于云南省楚雄彝族自治州楚雄市紫溪镇大石铺村的一个铁路车站，有广大铁路经过该站，车站建于1997年。现仅办理货运，不办理客运业务，车站及其上下行区间已电气化。车站距离广通站37公里，隶属昆明铁路局，是三等站。